# Хобокен (Нью-Джерси)
Хобокен (англ. Hoboken) — город в округе Хадсон, Нью-Джерси, США. По переписи 2010 года в США, население города составляло 50 005 человек. Город является частью Нью-Йоркской агломерации, на его территории расположен Терминал Хобокена англ. — важнейший транспортный узел региона. Также Хобокен известен как место, где впервые прошёл первый документально зафиксированный бейсбольный матч в США. Кроме того, в городе располагается Политехнический институт Стивенса, один из старейших технических университетов в Соединённых Штатах.
Хобокен был впервые заселён нидерландцами в качестве части колонии Новые Нидерланды в XVII веке. Хобокен был основан как отдельный район в 1849 году и получил статус города в 1855 году.

## География

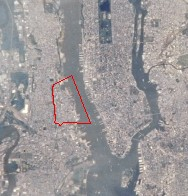
Изображение Хобокена, сделанное NASA (красная линия — граница города).

Хобокен расположен на западном берегу реки Гудзон напротив районов Манхэттена Вест-Виллидж и Челси, между Вихокеном и Юнион-Сити на севере и Джерси-Сити на юге и западе.
По данным Бюро переписи США, город имеет общую площадь 5,1 км². 3,3 км² из них — суша и 1,8 км² — акватория, составляющая 35,35 % от общей площади.
Хобокен имеет сеть из 48 улиц, идущих с востока на запад улицы пронумерованы. Многие улицы, расположенные в направлении север-юг, названы в честь президентов США (Вашингтон, Адамс, Мэдисон, Монро), однако улица Клинтона названа не в честь Билла Клинтона, а в честь политика XIX века ДеВитта Клинтона.

## Демография
Согласно переписи населения 2000 года, в городе проживают 38 577 человек (хотя последние данные переписи указывают на то, что население выросло до около 40 тыс. человек). Город состоит из 19 418 домашних хозяйств и 6 835 семей. Плотность населения составляет 11636,5 чел/км², четвёртая в стране после соседних сообществ Гуттенберг (Нью-Джерси), Юнион-Сити (Нью-Джерси) и Вест-Нью-Йорк. Здесь расположены 19 915 построек со средней плотностью 6007,2 км². Расовый состав города следующий: 80,82 % — белые, 4,26 % — афроамериканцы, 0,16 % — коренные американцы, 4,31 % — азиаты, 0,05 % — уроженцы Океании, 7,63 % — другие, и 2,78 % — смешанные из двух и более рас. Кроме того, 20,18 % жителей определяют свою принадлежность к этносам испанцам или латинос.
Существуют 19 418 домашних хозяйств, из которых 11,4 % — семьи, имеющие детей в возрасте менее 18 лет, проживающих с ними, 23,8 % — пары, заключившие брак и живущие вместе, 9,0 % незамужние в данный момент женщины, 64,8 % не являются семьями. 41,8 % всех домашних хозяйств состоят из одного человека и 8,0 % состоят из человека в возрасте не менее 65 лет, проживающего в одиночку. В среднем, на одно домашнее хозяйство приходится 1,92 человека, а средняя семья состоит из 2,73 человека.
В городе имеется следующее возрастное распределение: 10,5 % — до 18 лет, 15,3 % от 18 до 24, 51,7 % от 25 до 44, 13,5 % от 45 до 64, и 9,0 % — старше 65 лет. Средний возраст — 30 лет. На каждые 100 женщин (в возрасте >18 лет) приходится 103,9 мужчин.
Средний заработок одного домашнего хозяйства составляет $62 550, средний заработок семьи — $67 500. Мужчины в среднем имеют доход $54 870 против $46 826 у женщин. Среднедушевой доход в городе составляет $43 195. 11,0 % населения и 10,0 % имеют доход ниже прожиточного минимума. Из общего числа населения, 23,6 % в возрасте до 18 лет и 20,7 % в возрасте не менее 65 лет зарабатывают ниже прожиточного минимума. Хобокен является спальным районом, где более 25 % населения (по данным за 2008 год) работают в сфере финансов или недвижимости.

## История названия
Название «Хобокен» было выбрано полковником Джоном Стивенсоном, когда он купил землю, на части которой располагается город до сих пор.

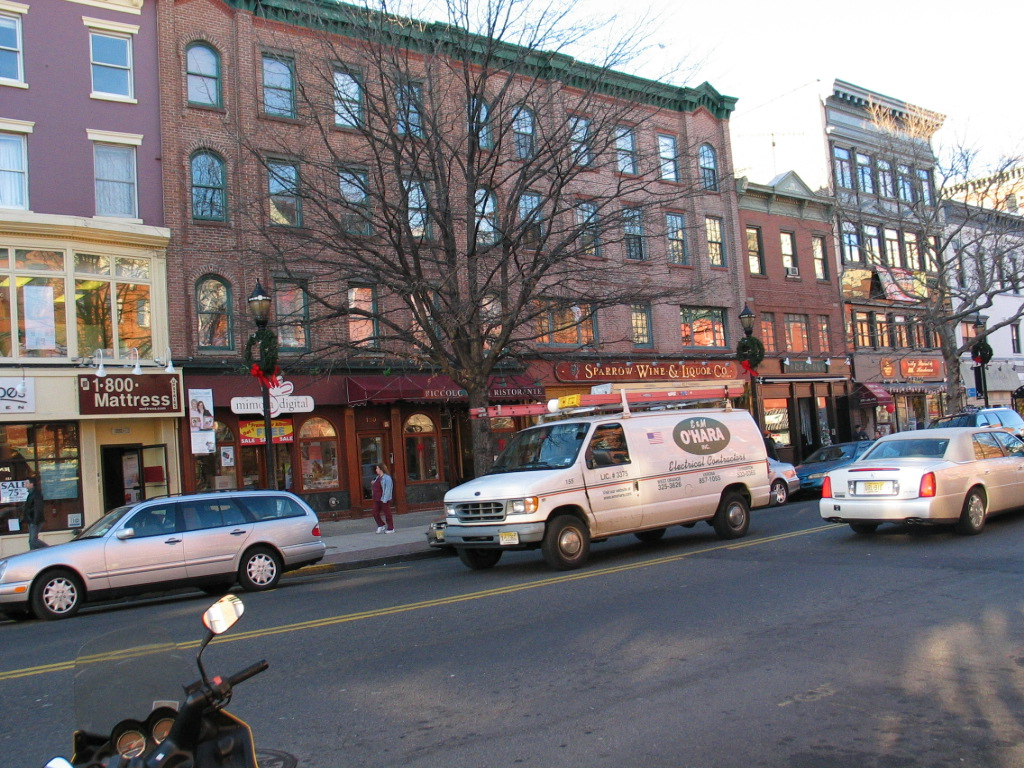
100 квартал на Washington Street

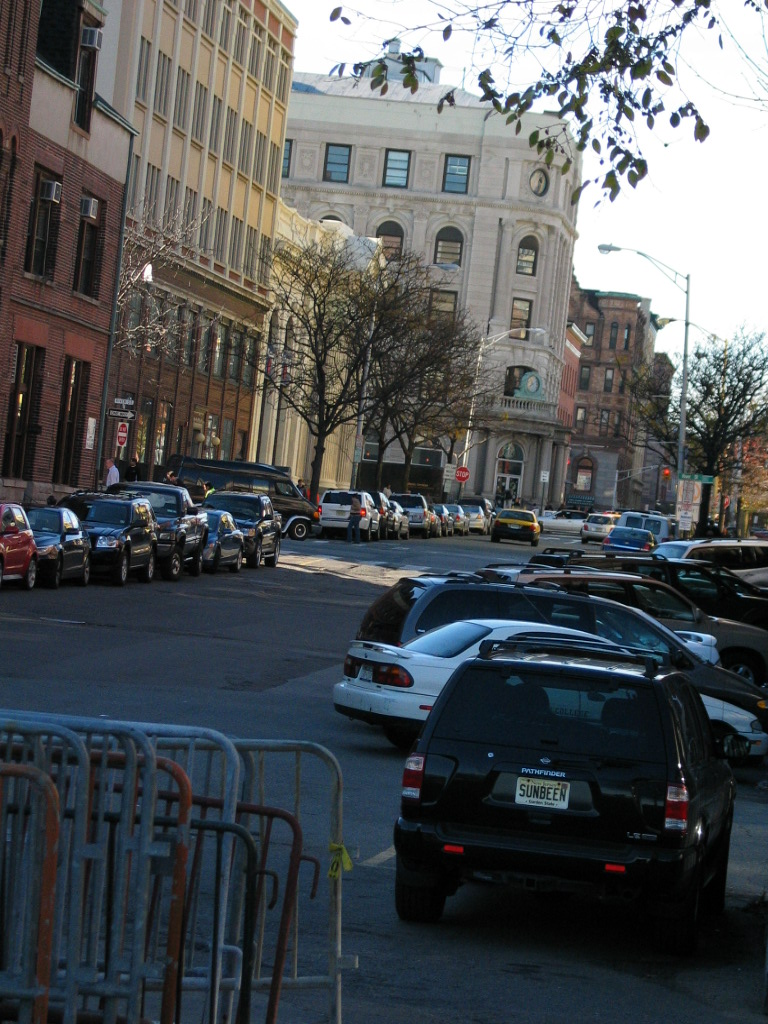
Newark Street в западном направлении

Считается, что ленапе (называемые европейцами делавары) упоминали эту территорию как «земля курительной трубки», наиболее вероятно, в связи с мыльным камнем, собираемым здесь для высечения из него курительных трубок. Для обозначения местности использовалась фраза, впоследствии ставшая «Hopoghan Hackingh».
Первыми европейцами, которые здесь обосновались, были нидерландские/фламандские поселенцы Новых Нидерландов, которые исказили фразу ленапе, хотя не существует известной документации, которая могла бы это подтвердить. Также нельзя подтвердить то, что американский Хобокен назван в честь фламандского городка Хобокен, присоединённого в 1983 году к Антверпену, Бельгия, чьё имя происходит от средненидерландского Hooghe Buechen или Hoge Beuken, что значит высокий берег. Город был также упомянут как названный в честь семьи Van Hoboken, имевшей в XVII веке владение в Роттердаме, где до сих пор существует площадь, связанная с ними. Неизвестно, какую территорию называли на Jersey Dutch — наречии нидерландского языка, основанном на зееландском и фламандском с включениями из английского и, возможно, языка ленапе. На нём разговаривали в северном Нью-Джерси в течение XVIII—XIX вв.
Как и Уихокен к северу от города и Комьюнипо и Харизмус к югу, Хобокен в своё время звался по-разному на различных народных языках. Название Hoebuck использовалось в течение колониальной эпохи и позже писалось по-английски как Hobuck, Hobock и Hoboocken.

## История

### Ранняя и колониальная эпохи
Хобокен изначально был островом, окружённым рекой Гудзон c востока и заливными территориями у подножья Палисадников Нью-Джерси на западе. Это был сезонный лагерь на территории хакенсаков (подгруппы ленапе, называемой унами) — племени, которое поклонялось черепахе. Позже называемые как Делаверские индейцы, Ленапе верили, что они жили в течение более чем 2800 лет на землях вне и между реками Гудзон и Делавер. Первым европейцем, предъявившем права на территорию, был Генри Хадсон — англичанин, работавший в Голландской Ост-Индской компании, который бросил якорь своего корабля Халве Ман (полумесяц) в Вихоукенской бухте 2 октября 1609. Объединённая Новая Голландская Компания была создана для управления этой новой территорией, и в июне 1623 года Новая Голландия стала голландской колонией. В 1630 году Michael Pauw, бургомистр (глава города) Амстердама, и директор Голландской Вест-Индской компании получили грант на управление землёй в качестве патронов на условии, что они основывают колонию численностью не менее 50 человек в течение 4 лет на западном берегу реки, названной North River. Трое ленапе продали землю, на которой находится современный Хобокен (и часть Джерси-Сити) за 80 фатомов (146 м) вампума, 20 фатомов (37 м) ткани, 12 котелков, 6 ружей, 2 одеяла, 1 двойной котелок и пол-бочки пива. Эта сделка, датируемая по-разному: 12 июля и 22 ноября 1630, представляет собой самую раннюю передачу земли из известных. Pauw (чьё латинизированное имя — Павония (Pavonia)) не исполнил своих обязательств по заселению этой земли и был вынужден продать своё владение компании обратно в 1633 году. Позже оно было приобретено Хендриком Ван Ворстом (Hendrick Van Vorst), который сдал в аренду часть земли фермеру Аерту Ван Путтену (Aert Van Putten). В 1643 в северной части того, что сейчас известно как Касл-Пойнт (Castle Point), Ван Путтен построил дом и пивоварню, первую в Северной Америке. В ходе индейских и голландских рейдов и репрессалий Ван Путтен был убит, а его постройки разрушены, и всем жителям Павонии (под таким именем была известна колония) было предписано вернуться обратно в Новый Амстердам. Ухудшение отношений с Ленапе, изоляция острова, или относительно большое расстояние от Нового Амстердама могли лишить мужества большую часть поселенцев. В 1664 году англичане захватили Новый Амстердам, встретив незначительное сопротивление, в том же году Николас Верлетт (Nicolas Verlett) подтвердил предыдущий патент на землю. В 1674-75 годах эта территория стала частью Восточная Джерси, провинция, разделённая в свою очередь на 4 административных округа, Хобокен стал частью округа Берген, в состав которого он входил до создания Хадсона 22 февраля 1840. Англоговорящие поселенцы (некоторые, приезжающие из Новой Англии) перемешались с голландцами, но этот район оставался малонаселённым и аграрным. В конечном счёте, земля перешла во владение Уильяма Баярда (William Bayard), который сначала поддерживал революционное дело, но стал лоялистом после падения Нью-Йорка в 1776 году, когда город и прилегающие территории, включая западный берег переименованной реки Хадсон, были захвачены британцами. В конце войны за независимость США собственность Баярда была конфискована Революционной администрацией Нью-Джерси. В 1784 году земля, описанная как «Ферма Уильяма Баярда в Хобуке (Hoebuck)», была куплена на аукционе Джоном Стивенсом за 18 тыс. фунтов стерлингов.

### ΧΙΧ век

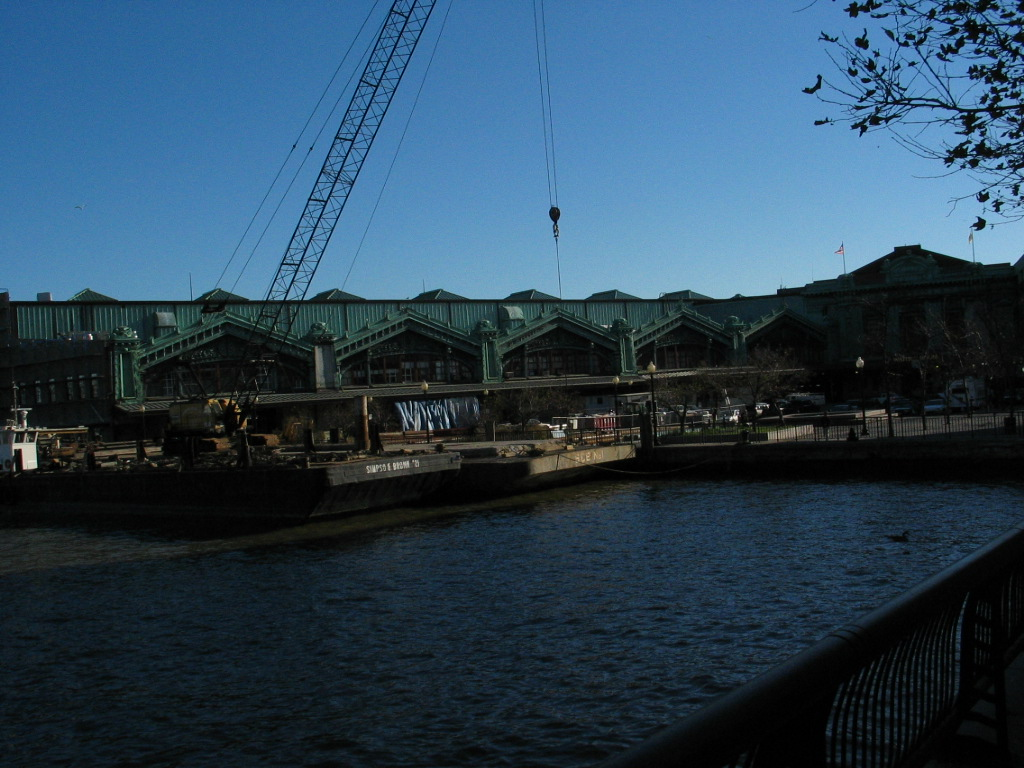
Паромный причал

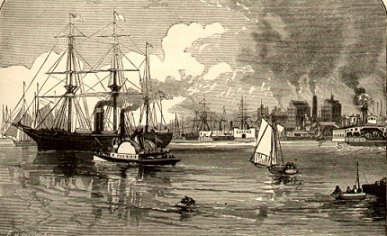
Река Гудзон, 80-е годы XIX века, вид со стороны Хобокена и Джерси-Сити

В первые годы XIX века полковник Джон Стивенс развивал прибрежную зону как место отдыха манхэттенцев — прибыльный источник доходов, который мог быть использован для тестировния его многочисленных изобретений. 11 октября 1811 года судно Стивенса Джулиана (Juliana) — первый в мире паром с паровым двигателем — начало работать на маршруте Манхэттен — Хобокен. В 1825 году он разработал и построил паровоз, обладающей достаточной тягой для перевозки нескольких пассажирских вагонов. В 1832 году была открыта Сивилльская пещера (Sybil’s Cave) — аттракцион с родниковой водой, ставший легендой, когда Эдгар По написал рассказ «Тайна Марии Роже» о событии, которое здесь произошло. (В конце 80-х годов XIX века, когда было обнаружено, что вода загрязнена, пещеру закрыли, а в 30-х годах залили бетоном.)
До своей смерти в 1838 году, Стивенс основал The Hoboken Land Improvement Company, которая в течение середины-конца XIX века управлялась его наследниками и спланировала постоянную систему улиц, жилых блоков и участков земли, строений и разработала расположение промышленных зон. В общем, жилищный фонд состоял из рядов каменных домов с общими стенами высотой в 3-5 этажей, некоторые из которых сохранились до сих пор, как показывает сетка улиц. Преимущество Хобокена как грузового порта и промышленного центра стало бесспорным.
Хобокен был изначально образован как район (township) Нью-Джерси 9 апреля 1849 года из частей района Северный Берген. С ростом населения и значимости, многие жители Хобокена видели необходимость в образовании полноправного города, и на референдуме, проведённом 29 марта 1855 года был ратифицирован законодательный акт Нью-Джерси, подписанный днём ранее — так появился город Хобокен.
На последующих выборах Корнелиус В. Кликенер (Cornelius V. Clickener) стал первым мэром Хобокена. 15 марта 1859 года был создан район Уихокен (Weehawken) из частей Хобокена и района Северный Берген (North Bergen Township).
В 1870 году, на основании завещания Эдвина Стивенса (Edwin Stevens), был основан Политехнический институт Стивенса, расположен в Касл-Пойнт (Castle Point) — на территории бывшего поместья семьи Стивенсов.
В конце XIX века Хобокен был важным транспортным узлом — он использовался как порт многими торговыми путями, а «Делавэр, Лакаванна и Западная железная дорога» (англ. Delaware, Lackawanna and Western Railroad‎; позднее: «Железная дорога Эри Лакаванна» (англ. Erie Lackawanna Railroad)) развивались в качестве железнодорожного терминала на побережье. Так же происходило в то время, когда иммигранты из Германии, поселившиеся в городе в течение почти всего века, стали преобладающей группой населения города, по крайней мере в силу того, что порт Хобокена был основной точкой назначения Hamburg America Line. В добавление к первостепенной отрасли промышленности — судостроительству, Хобокен стал домом для трёхэтажной фабрики Койффеля и Эссера (Keuffel and Esser). Хорошо известные компании, которые развивали своё присутствие в городе после смены веков — это Максвелл Хаус, Липтон, и Хостесс.

### Место рождения бейсбола

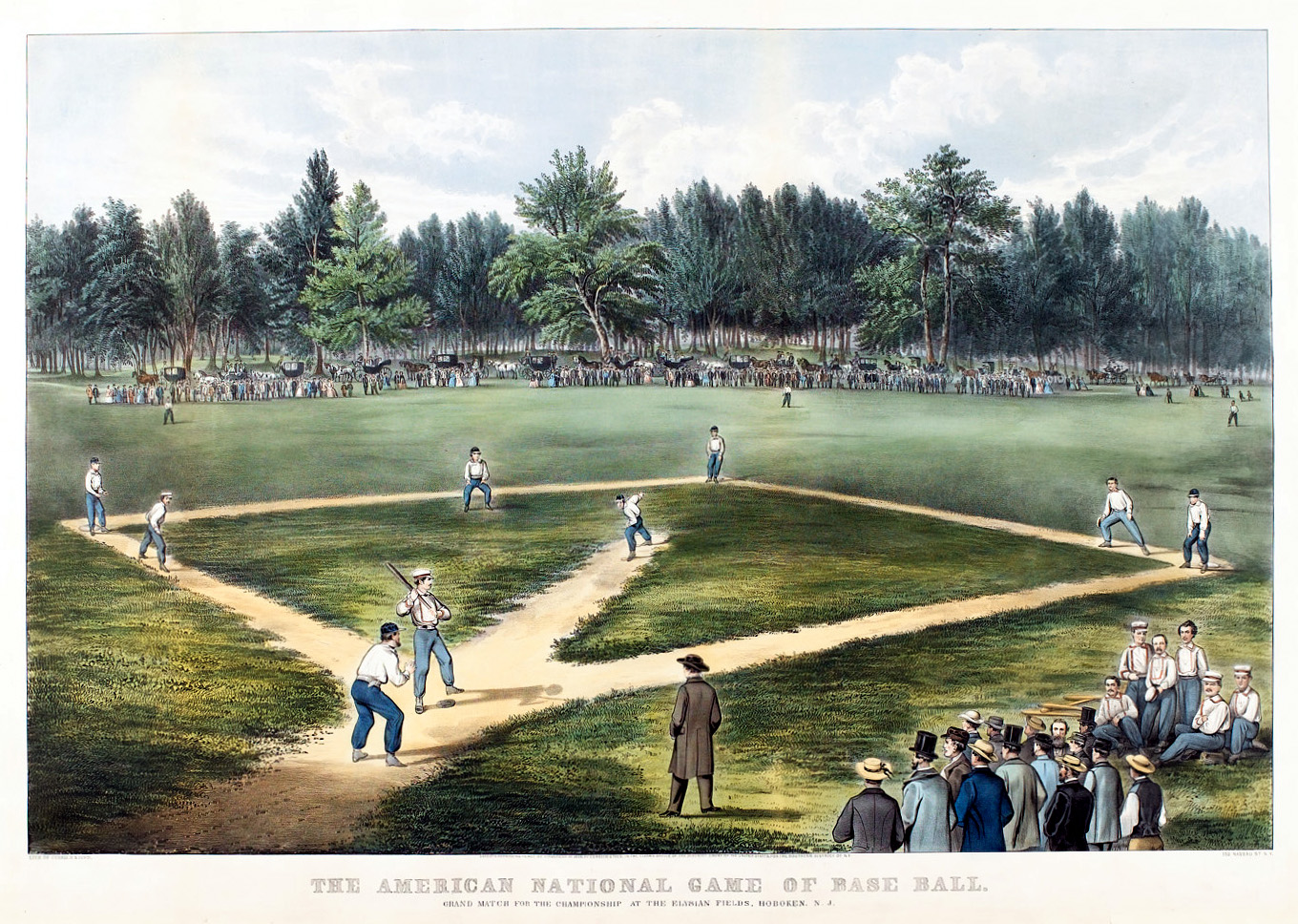
Бейсбольный матч на Елисейских Полях (Elysian Fields), Хобокен (Литография Currier & Ives)

Первый документально зафиксированный бейсбольный матч в истории США был проведён в Хобокене в 1846 году между командами Knickerbocker Club и New York Nine на Елисейских Полях (Elysian Fields).
В 1845 году Knickerbocker Club, основанный Александром Картрайтом (Alexander Cartwright), начал использовать Елисейские Поля для проведения бейсбольных матчей по причине отсутствия подходящей площадки в Манхэттене. Членами команды являлись игроки St George’s Cricket Club, братья Гарри и Джордж Райт (Harry and George Wright) и Генри Чедвик (Henry Chadwick), журналист, придумавший термин «America’s Pastime».
В 1850-е несколько членов национальной ассоциации бейсболистов, базировавшихся в Манхэттене, использовали эту территорию в качестве своего домашнего поля, в то время, как St George’s продолжал организовывать международные матчи между Канадой, Англией и Соединёнными Штатами на этом поле. В 1859 All England Eleven — клуб профессиональных игроков в крикет — провёл матч с командой Соединённых Штатов в Хобокенк, легко одержав победу в местном соревновании. Сэм Райт (Sam Wright) и его сыновья Гарри (Harry) и Джордж Райт (George Wright) сыграли на чувствах проигравшей команды Соединённых Штатов, что непреднамеренно вызвало желание игроков поднять бейсбол на новый уровень. Генри Чедвик верил, что бейсбол, а не крикет должен стать «America’s Pastime» — игрой Америки. Он сделал вывод, что игроки-любители не имеют достаточно времени, необходимого для развития навыков игры до высокого уровня, который требуется от игроков-профессионалов. Гарри и Джордж Райт впоследствии стали первыми профессиональными бейсболистами в Америке, когда Аарон Чемпион увеличил финансовые вложения для основания клуба Cincinnati Red Stockings в 1869 году.
В 1865 в Хобокене был проведён матч чемпионата между командами Mutual Club из Нью-Йорка и Atlantic Club из Бруклина, на котором присутствовало около 20 000 болельщиков. Этот матч можно увидеть на литографии Currier & Ives «Национальная американская игра бейсбол».
C постройкой в Бруклине двух важных бейсбольных парков, обнесённых забором, организаторы матчей смогли взимать входную плату со зрителей, а известность Елисейских Полей снижалась. В 1868 году ведущий манхэттенский клуб, Mutual, перенёс свои домашние игры на Union Grounds в Бруклине. В 1880 основатели клубов New York Metropolitans и New York Giants в итоге унаследовали территорию бейсбольного парка в Манхэттене, ставшего известным как Polo Grounds.

### «Рай, ад или Хобокен»
Когда США приняли решение вступить в Первую мировую войну, пирсы компании Hamburg-American Line были экспроприированы. Федеральный контроль над портом и антигерманские настроения привели к тому, что часть города существовала в условиях военного положения, и многие немцы были принудительно переселены на остров Эллис или вообще покинули страну. Хобокен стал основной точкой отправки более чем трёх миллионов солдат, известных как «doughboys». Их надежда на скорое возвращение была охарактеризована фразой генерала Першинга: «Рай, ад или Хобокен… в Рождество».

### Между мировыми войнами
После войны итальянцы, большей частью из города-порта на адриатическом побережье Мофлетта, стали преобладающей этнической группой в городе наряду с ирландцами. В то время, как Хобокен переживал Депрессию, вакансии на судостроительных заводах и фабриках были по прежнему доступны, и съёмные квартиры были полностью заняты. Среднеевропейские евреи, по большей части немецкоговорящие, также иммигрировали в город и начинали заниматься малым бизнесом. Портовое управление Нью-Йорка и Нью-Джерси было основано 30 апреля 1921 года.
Строительство тоннеля Холланда (под рекой Гудзон) было завершено в 1927 году, а Тоннеля Линкольна — в 1937 году, что улучшило транспортное сообщение между Нью-Джерси и Нью-Йорком.

### После Второй мировой войны
Война послужила стимулом для многих отраслей промышленности города, являвшихся необходимыми для успеха в войне. В то время, как мужчины ушли на войну, многие женщины стали работать на фабриках. Некоторые фабрики, самая известная из которых — Todd Pacific Shipyards, предлагали обучающие курсы и создавали другие стимулы. Несмотря на то, что демобилизованные мужчины воспользовались преимуществом по закону о жилье для солдат, многие люди, имеющие крепкие этнические и родовые корни в городе, решили остаться. В пятидесятые годы флагманами экономики Хобокена оставались компании Todd Shipyards, Maxwell House, Lipton Tea, Hostess и Bethlehem Steel, а также компании-владельцы крупных заводов города, которые ещё не занялись широким инвестированием инфраструктуры где-нибудь в другом месте. Союзы были сильны и выплачивали хорошую зарплату.
В шестидесятых годах, однако, многое начало разваливаться: жильё начала века стало выглядеть убого и казалось переполненным, судостроение было дешевле за границей, одноэтажные заводы, окружённые автостоянками, делали производство и распространение товара экономичнее, чем старые кирпичные строения на перегруженных городских улицах. Город нёс на себе тяжесть жестокого спада; в то время как промышленность пыталась прибегнуть к помощи дешёвой рабочей силы, портовые функции переходили к более доступному Newark Bay, а легко- и грузоавтомобильный, авиационный транспорт вытеснял железнодорожный и морской с ведущих позиций в транспортной системе Соединённых Штатов. Многие хобокенцы направились в предместья города, зачастую расположенные неподалёку от округов Берген и Пассейик, и цены на жильё упали. Из активного портового города Хобокен превратился в медленно угасающую экономику. Хобокен часто включали в список городов Нью-Джерси, переживавших подобные явления, такие, как Патерсон, Элизабет, Камден и соседний Джерси-Сити.
Старые экономические основы отжили своё, а на горизонте не виднелось ничего нового. Были предприняты попытки стабилизировать уровень населённости города разрушением так называемых трущоб вдоль River Street и строительством жилья среднего уровня на Marineview Plaza и в центре города, на Church Towers. Огромное количество разбросанного мусора и стаи бродячих полудиких собак стали привычными видами. Несмотря на то, что город переживал далеко не лучшие дни, он никогда не был покинут. Благодаря новым волнам иммигрантов, прежде всего из Пуэрто-Рико, первые этажи жилых домов не были оставлены, а оставались витринами небольших магазинов. Washington Street, обычно именуемая «авеню», никогда не была заколочена досками, и тесно связанные районы сохранялись в качестве дома многим, кто всё ещё был горд за свой город. Стивенс оставил свою технологическую школу, Максвелл Хаус держал пыхтение машин вдали, и Bethlehem Steel продолжал селить моряков, чьи суда стояли в сухом доке. Американцы итальянского происхождения и другие вернулись в «старый район» для торговли деликатесами. Некоторые улицы были непредвиденными, но большинство не было втянуто в ночь.

### В порту

Панорама Манхэттена с пирса «A».

Побережье определяет Хобокен как изначально портовый город и является основным двигателем экономики с середины XIX до середины XX вв., когда он стал преимущественно промышленным (и по большей части недоступным общественности). Огромные заводы Lipton и Максвелл Хаус, сухие доки Bethlehem Steel доминировали в северной части в течение многих лет. Южная часть (которая являлась опорным пунктом Hamburg-American Line на Американском континенте) была конфискована федеральным правительством путём принудительного отчуждения частной собственности (eminent domain) в начале Первой мировой войны, после которой она стала (вместе оставшейся частью округа Гудзон) главным грузовым портом восточного побережья США. «В порту», регулярно попадающий в пятёрку лучших фильмов в истории США, был снят в Хобокене, ярко описывающий суровость и трагичности жизни грузчиков и проникновение организованной преступности в профсоюзные организации.
С постройкой системы межштатных автомагистралей и применением контейнеров (особенно в портовом терминале Newark-Elizabeth Marine), сухие доки устарели и работа с ними, по большей или меньшей части, прекращена. Район вокруг River Street, известный как «Barbary Coast» (берег варваров) за его бары и гостиницы (которые были домом для многих докеров, моряков, морских торговцев и других людей, чья жизнь была связана с морем), являлся частью плана перестроения города. Хотя контроль над конфискованной территорией вернулся к городу в пятидесятых годах, полные договоры аренды с Port Authority дало ему возможность немного влиять на его управление. В восьмидесятых побережье господствовало в политике Хобокена, с помощью различных групп граждан и правительства вовлекаясь в иногда грязные, иногда абсурдные дела, приводившие к судебным разбирательствам.

## Города-побратимы
- Украина, Мелитополь[19]